# 아구헤타스 데 콜로르 데 로사
《아구헤타스 데 콜로르 데 로사》(스페인어: Agujetas de color de rosa)은 1994년 방영된 멕시코의 텔레노벨라이다.